# Renah Kayu Embun
Renah Kayu Embun is een bestuurslaag in het regentschap Sungai Penuh van de provincie Jambi, Indonesië. Renah Kayu Embun telt 687 inwoners (volkstelling 2010).